# XXI Reunião Ordinária do Conselho do Mercado Comum
A XXI Reunião Ordinária do Conselho do Mercado Comum ocorreu em dezembro de 2001, na cidade de Montevidéu.

## Participantes
Representando os estados-membros
- Fernando Henrique Cardoso
- Jorge Batlle
- Luis Ángel González Macchi

## Decisões
A reunião produziu sete decisões.